# (4265) Kani
(4265) Kani ist ein Hauptgürtelasteroid, der am 8. Oktober 1989 von den japanischen Astronomen Yoshikane Mizuno und Toshimasa Furuta vom Observatorium in Kani aus entdeckt wurde.